# 长孙顺德

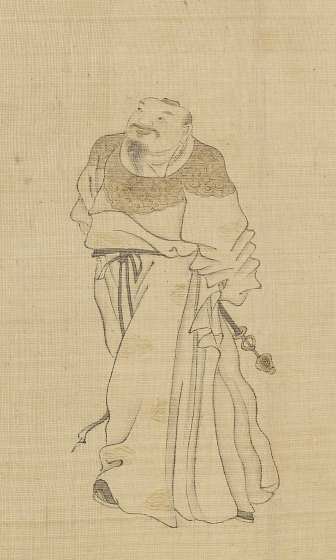
长孙顺德

长孙顺德（?—?），河南郡洛阳县（今河南省洛阳市东）人，初唐时期武将，长孙皇后和長孫無忌的族叔，凌煙閣二十四功臣之一。

## 生平
祖父长孙士亮，北周秦州刺史，父亲长孙恺，在隋朝时任开府。长孙顺德在隋朝时任右勋卫，为逃避高句麗戰役，前往太原，投靠李渊、李世民，與劉弘基一同負責招募勇士。高祖起兵晋阳，拜统军，平霍邑、破临汾，又在桃林生擒隋主將屈突通，平定陕县，屡建战功。李渊称帝，拜为左骁卫大将军，封薛国公。
武德九年（626年），在玄武门之变中与秦叔宝等征讨李建成余党。太宗即位，对顺德非常信任，封食邑一千二百户，又特赐宫女。貞觀元年（627年），李孝常谋反，长孙顺德因与其结交，削籍为民。一年多后，唐太宗查看功臣图，见其像怜之，遣宇文士及探视，闻知长孙顺德经常酗酒，精神颓废，遂召为泽州刺史，复爵邑。不久，受连坐回家。女儿的逝世又加重长孙顺德的病情。唐太宗认为顺德系出鲜卑贵胄，身为武将却十分挂念儿女之情，因此心生鄙夷，对房玄龄说：“顺德无刚气，因儿女牵爱而致大病，至于吗？”不久，长孙顺德逝世，唐太宗遣使吊之，追赠荆州都督，谥曰襄。贞观十三年（639年）追封为邳国公。永徽五年（654年）重赠开府仪同三司。

## 家庭

### 父母
- 长孙凯，隋朝开府、大将军
- 柳娇娥，出自河东柳氏西眷，北周使持节、骠骑大将军、开府仪同三司、蒲州总管长史、义康敬子柳鸿渐长女[1][2]

### 子女
- 长孙嘉庆，字嘉庆，非长孙顺德长子，长寿元年（692年）十月十九日（10月4日）， 终於荆州俊仪县私第。子长孙缄

## 延伸阅读
[在维基数据编辑]
 《舊唐書·卷58》，出自刘昫《舊唐書》
 《新唐書·卷105》，出自《新唐書》
 在维基共享资源阅览影像